# Pułapka zadłużenia
Pułapka zadłużenia – położenie podmiotu gospodarczego, w którym nie jest on w stanie spłacić swoich zobowiązań w terminie na rzecz wierzycieli krajowych i zagranicznych.
Pojęcie to dotyczy przeważnie krajów słabo rozwiniętych pod względem gospodarczym, które w przeszłości pozyskiwały środki pieniężne z kredytów zagranicznych. Umownie uważa się, że zadłużenie państwa wobec zagranicy nie jest zagrożone, jeśli roczne spłaty długu (raty + odsetki) nie są wyższe niż 25% rocznej wartości eksportu.